# Alexia Amesbury
Pour les articles homonymes, voir Amesbury.
Alexia Amesbury, née Alexia Jumeau en 1951, est une femme politique seychelloise connue pour son engagement envers la protection des droits de l’homme, et contre la corruption. Avocate de formation, elle est la première femme à se présenter comme candidate à une élection présidentielle aux Seychelles, lors de celle de 2015, sous la bannière du Parti pour la justice sociale et la démocratie.

## Biographie
Alexia Jumeau est née à Praslin et a grandi au couvent de St. Elizabeth jusqu'à ce qu'elle déménage au Kenya en 1961. Elle est mère de six enfants.
Elle est diplômée en 1991 d'un master en droit international de la London School of Economics au Royaume-Uni où elle étudie particulièrement les droits de l'homme.

### Carrière politique
En 2015, elle se présente comme candidate, sous la bannière du Parti pour la justice sociale et la démocratie, lors de l'élection présidentielle de 2015. Elle reçoit un total de 803 votes lors du premier tour.  Par la suite, elle rejoint le parti Linyon Demokratik Seselwa (LDS) dans une coalition pour tenter de gagner la majorité à l'assemblée nationale en 2016. mais l'opposition gagne la majorité des sièges.
Alexia Amesbury essuie plusieurs échecs en politique, elle postule pour présider la Commission des droits de l’homme aux Seychelles en 2018, mais voit sa demande rejetée sous prétexte qu'elle est membre d'un parti politique d'opposition. Elle avait également fait une demande pour siéger la commission Vérité, Réconciliation et Unité nationale, sans succès également. Elle fait appel et attente une action de justice pour réclamer son éligibilité à la commission des droits de l'homme, s'ensuit une bataille juridique avec le gouvernement
Le 7 février 2020, elle est élue à la tête de la Commission africaine pour les droits de l'homme avec le soutien du gouvernement seychellois. À 68 ans, elle déclare se réjouir de la tâche qui l'attend « que seule une personne passionnée et déterminée peut accomplir »